# مفوض أوروبي
المفوض الأوروبي هو عضو في المفوضية الأوروبية المكونة من 27 مفوض. يدير كل عضو داخل المفوضية حقيبة محددة، ويقود المفوضية رئيس المفوضية الأوروبية. بعبارات أخرى، المفوض الأوروبي يعادل مهام الوزير.

## التعيين
يتم ترشيح كل مفوض أولاً من قبل دولته العضو بالاتحاد بالتشاور مع رئيس المفوضية. يخضع فريق الرئيس بعد ذلك لجلسات استماع في البرلمان الأوروبي، والذي يستجوبهم ثم يصوت على مدى ملاءمتهم ككل. إذا تبين أن أعضاء الفريق غير مناسبين، فيجب على الرئيس بعد ذلك إعادة ترتيب الفريق أو طلب مرشح جديد من الدولة العضو أو المخاطرة بالتصويت على إسقاط المفوضية بأكملها. نظراً لأن البرلمان لا يمكنه التصويت ضد المفوضين الفرديين، يتم البحث عن حل وسط يتم بموجبه استبعاد أسوأ المرشحين مع تنحية الاعتراضات البسيطة جانباً، أو التعامل معها من خلال تعديل الحقائب، بحيث يمكن للمفوضية تولي المنصب. بمجرد موافقة البرلمان على الفريق، يتم تنصيبه رسمياً من قبل المجلس الأوروبي.
على الرغم من توزيع أعضاء اللجنة بين الدول الأعضاء، إلا أنهم لا يمثلون دولهم؛ بدلاً من ذلك، من المفترض يعملوا لتحقيق المصالح الأوروبية. عادةً ما ترشح الدولة العضو شخصاً من نفس الحزب السياسي الذي يشكل الحكومة الحالية إلا أن هناك بعض الاستثناءات. في الماضي، عندما كانت الدول الكبيرة تمتلك مقعدين، كانت تذهب غالباً إلى الحزبين الرئيسيين.
اقترح رئيس البرلمان الأوروبي جيرزي بوزيك في عام 2010 أن يتم انتخاب المفوضين مباشرة من قبل الدول الأعضاء التي تضع مرشحها على رأس قوائم التصويت في الانتخابات الأوروبية. وهذا من شأنه أن يمنحهم بشكل فردي، والجسد ككل، تفويضاً ديمقراطياً.

## المرجع
1. ↑  "EP president suggests election of future EU commissioners" [رئيس البرلمان الأوروبي يقترح انتخاب مفوضي الاتحاد الأوروبي في المستقبل] (بالإنجليزية). EUobserver. 23 آذار / مارس. Archived from the original on 25 فبراير 2020. {{استشهاد بخبر}}: تحقق من التاريخ في: |تاريخ النشر= (help) and تجاهل المحلل النص "2010" (help)